# З̱
Cette page contient des caractères spéciaux ou non latins. S’ils s’affichent mal (▯, ?, etc.), consultez la page d’aide Unicode.
З̱ (minuscule : з̱), appelé zé macron souscrit, est une lettre additionnelle de l’alphabet cyrillique utilisée en dans la cyrillisation de l’alphabet arabe. Elle est composée du zé ‹ З › diacrité d’un macron souscrit.

## Utilisations
Dans certaines cyrillisations de l’alphabet arabe, dont celle développée par Ignati Kratchkovski, le zé macron souscrit ‹ з̱ › translittère le ẓāʾ ‹ ﻅ ›.

## Représentation informatique
Le zé macron souscrit peut être représenté avec les caractères Unicode suivants :
- décomposé (cyrillique, diacritiques)[1],[2] :

| formes    | représentations | chaînes de caractères | points de code | descriptions                                               |
| --------- | --------------- | --------------------- | -------------- | ---------------------------------------------------------- |
| capitale  | З̱               | З◌̱                    | U+0417 U+0331  | lettre majuscule cyrillique zé diacritique macron souscrit |
| minuscule | з̱               | з◌̱                    | U+0437 U+0331  | lettre minuscule cyrillique zé diacritique macron souscrit |